# Hôtel Millière
L'hôtel Millière est un édifice situé dans la ville de Dijon, dans la Côte-d'Or en région Bourgogne-Franche-Comté.

## Histoire
Il fut construit au XVIIe siècle.
La tourelle d'angle est classée au titre des monuments historiques par arrêté du 12 février 1923.